# Graubündner Kantonalbank
El Graubündner Kantonalbank (conocido como Banca Chantunala Grischuna en romanche o Banca Cantonale Grigione en italiano) es un banco cantonal suizo que es parte de los 24 bancos cantonales que sirven a los 26 cantones de Suiza. Su sede central se halla en Coira y tiene 45 sucursales en todo el cantón de los Grisones.

## Historia
Graubündner Kantonalbank (GKB) fue fundado en 1870. Solo siete años más tarde en 1877, ayudó a financiar una Carretera Alpina para atraer más turismo a su región. En la gran depresión en torno a 1919, el banco ayudó a financiar y apoyar a la población suiza, y cuando llegó el boom de posguerra en 1945, vertió dinero en proporcionar mejores servicios públicos.
Después de una informatización exitosa en la década de 1970, el banco introdujo sus primeros cajeros automáticos en 1983. El 10 de septiembre de 1985 GKB empezó a cotizar en la bolsa de Suiza. En 1998 recibió por escrito una garantía del gobierno suizo del respaldo del 100% del dinero de los ahorradores. En el mismo año GKB adquirió el banco privado de Zúrich Bellerive. En tiempos más recientes, la compañía ha empezado a trabajar con el Private Client Bank de Zúrich.

## Productos
El Graubündner Kantonalbank ofrece una variedad de productos con base en las diferentes partes del mercado. Ofrece una cuenta para gente joven, una de banca privada para ciudadanos normales suizos y extranjeros. También ofrece un esquema de banca para empresas.